# Gebrüder-Müller-Quartett
Die Gebrüder Müller waren zwei berühmte Streichquartette des 19. Jahrhunderts.

## Das erste Quartett

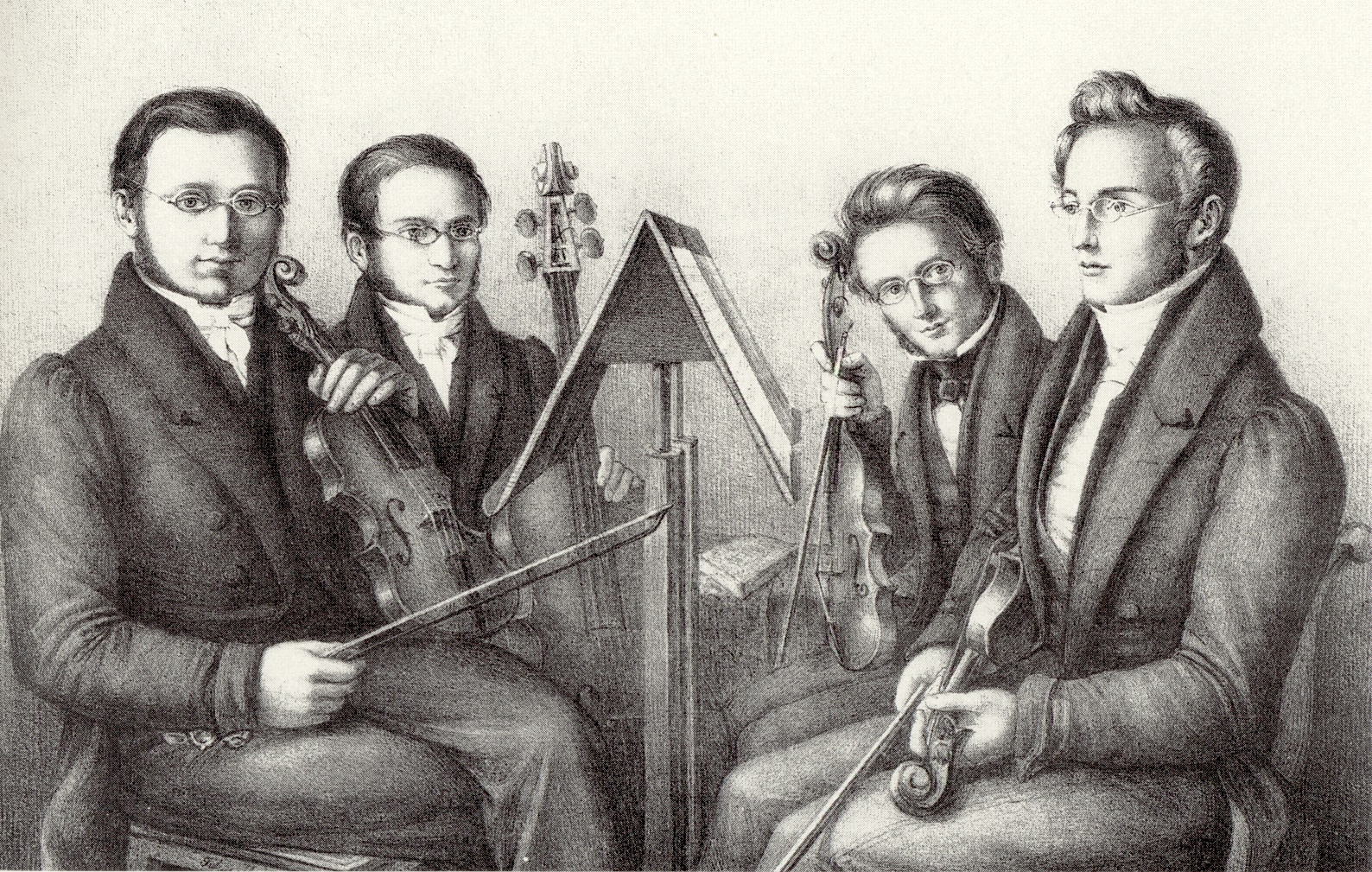
Die Gebrüder Müller 1832

Das erste Quartett bestand aus den vier Söhnen des Braunschweiger Kammermusikers Aegidius Müller (* 2. Juli 1766 bei Görsbach bei Nordhausen; † 14. August 1841 in Braunschweig), der sie zunächst auch ausbildete. Die Quartettisten waren am Braunschweiger Opernhaus tätig.

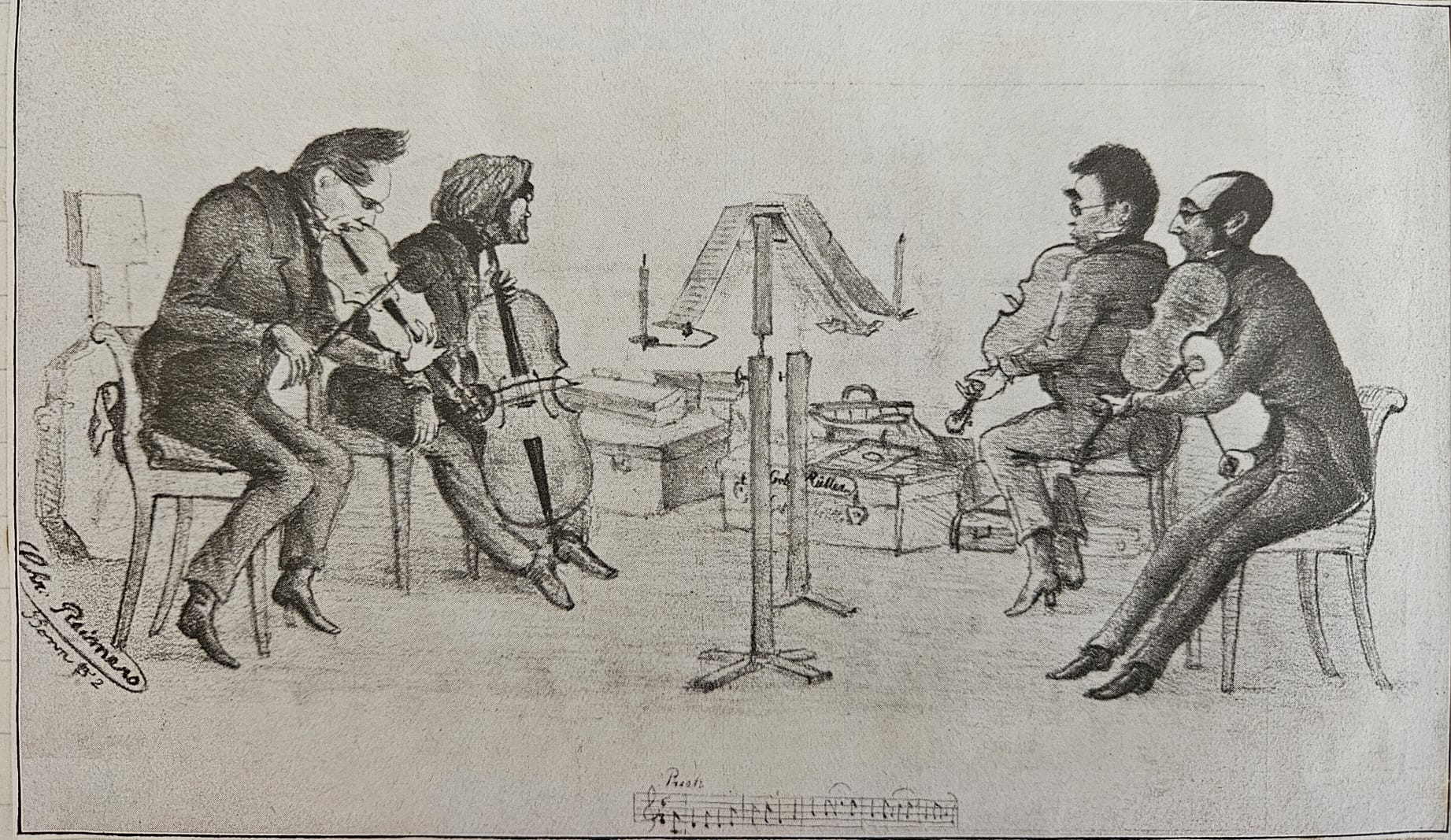
Gebrüder Müller Quartett 1852 in Bonn, Karrikatur von Christian Reimers

- Karl Friedrich Müller (* 11. November 1797 in Braunschweig; † 4. April 1873 ebenda) spielte im Quartett die erste Violine. Er wurde mit 14 Jahren in Berlin an der königlichen Kapelle angestellt und von Carl Moeser weiter ausgebildet, 1815 Mitglied der Braunschweiger Hofkapelle und später Konzertmeister. Als Lehrer prägte er eine ganze Generation von Geigern. Nach 60-jähriger Tätigkeit wurde er am 1. Januar 1872 pensioniert.

- Georg Franz Ferdinand Müller (* 29. August 1808 in Braunschweig; † 22. Mai 1855 ebenda) spielte im Quartett die zweite Violine. In der Kapelle war er erst als Kammermusiker, dann als Musikdirektor und nach einer Studienreise nach Paris 1842 als Nachfolger von Albert Methfessel als Kapellmeister angestellt. Unter seiner Leitung bildete sich das Braunschweiger Orchester zu einem der ersten in Deutschland aus und genoss die Anerkennung zeitgenössischer Komponisten wie Felix Mendelssohn Bartholdy, Friedrich Schneider, Louis Spohr, Conradin Kreutzer und Giacomo Meyerbeer, die hier ihre Werke aufführten. Zudem hat Georg auch mehrere eigene Werke komponiert. Seiner großen Oper Pino di Porto maß Spohr bedeutenden musikalischen Wert bei, sie scheiterte aber durch den Text von Friedrich Konrad Griepenkerl.

- Gustav Heinrich Theodor Müller (* 13. Dezember 1799 in Braunschweig; † 7. September 1855 ebenda) leitete in der Kapelle die Zwischenaktsmusik mit dem Titel Symphoniedirector und spielte im Quartett die Bratsche.

- Theodor August Müller (* 27. September 1802 in Braunschweig; † 20. Oktober 1875 ebenda) spielte das Violoncello und war auch als Lehrer tätig.

Das erste Quartett endete 1855 mit dem Tod von Georg und Gustav.

## Das zweite Quartett

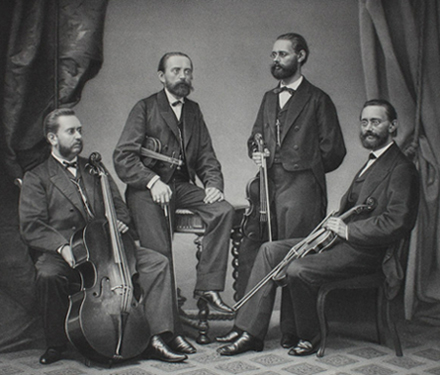
Gebrüder Müller d. Jüngeren.

Das zweite Quartett wurde durch vier Söhne von Karl Friedrich gebildet und bestand von 1855 bis 1873.
- → Hauptartikel: Karl Müller-Berghaus 1. Violine: Karl Müller-Berghaus (* 14. April 1829, Braunschweig; † 11. November 1907, Stuttgart), wurde 1867 Kapellmeister in Rostock. Leopold Auer übernahm ab da die Führung des Quartetts. Karl wurde später Dirigent der Kurkapelle in Wiesbaden und leitete zeitweise die Privatkapelle des russischen Barons Dervies in Nizza. Er ließ sich 1880 in Stuttgart nieder, war aber 1881–86 auch in Hamburg tätig. Karl komponierte zwei Streichquartette, eine Sinfonie, eine Ouvertüre, Oper Die Kalewainen in Pochjola und eine Reihe an Liedern und Kammermusik. Der Name „Berghaus“ ist der Geburtsname seiner Frau Elvira Müller-Berghaus, einer seinerzeit berühmten Konzertsängerin. – Er war auch tätig bei der Musikalischen Gesellschaft Turku in Finnland (1886–1895).[2]

- 2. Violine: Hugo Müller (* 21. September 1832, Braunschweig; † 26. Juni 1886, Braunschweig)

- Viola: Bernhard Müller (* 24. Februar 1825, Braunschweig; † 4. September 1895, Rostock)

- Violoncello: Wilhelm Müller (* 1. Juni 1834, Braunschweig; † September 1897, New York). Er spielte von 1869 bis 1879 auch im Joachim-Quartett; 1873 wurde er erster Cellist der königlichen Kapelle Berlin und Professor an der Berliner Musikhochschule.

## Kritik und Bedeutung
Der französische Komponist Hector Berlioz äußerte nach einem Besuch Braunschweigs im Jahre 1843 über das Quartett und das Orchester: „Ich muß an dieser Stelle sagen, daß ich, bis an diesen Tag, noch nie, weder in Frankreich, noch in Belgien, noch sonst in Deutschland hervorragende Künstler versammelt gesehen habe, die so ergeben, aufmerksam und begeistert von ihrer Aufgabe gewesen wären…“.